# Hopeless Fountain Kingdom World Tour
Hopeless Fountain Kingdom World Tour fue la segunda gira mundial de la cantante estadounidense Halsey, que tiene el fin de promocionar su segundo álbum de estudio, Hopeless Fountain Kingdom (2017). La gira comenzó el 29 de septiembre de 2017 en Uncasville (Estados Unidos).

## Antecedentes y producción
La gira fue anunciada oficialmente a través de la cuenta de Twitter de Halsey con una foto del póster del tour con todas las fechas el 3 de mayo de 2017 y que estaría patrocinada por Live Nation. También comento que cada boleto incluía una copia física de su álbum Hopeless Fountain Kingdom. De acuerdo a Halsey el Hopeless Fountain Kingdom World Tour será la mejor gira que ella haya dado; "Esta es la gira más grande que he hecho. Y voy a traer el espectáculo más grande junto con ella".
La producción de la gira incluye dos pantallas al fondo del escenario, así como el escenario principal, el cual se compone de escaleras las cuales incluyen pantallas en el frente de cada uno de los escalones. Además de esto hay un escenario alternativo el cual esta en el centro de las arenas y este se contiene una pantalla en su parte superior, además durante la interpretación de «Lie» se libera un poco de agua sobre el para darle más dramatismo al show. Para que Halsey pueda llegar a este escenario existe un camino entre la multitud separado por vallas.
La gira estaba programada para comenzar en Uncasville, Estados Unidos y seguir con dos fechas en Canadá, una en Montreal y la otra en Toronto pero debido a problemas con la producción del evento la primera fue cancelada una semana antes del primer show. El 13 de diciembre fueron lanzadas la fechas de la segunda etapa de la gira estas comienzan en Nueva Zelanda y terminan en Australia. Meses más tarde, el 26 de marzo de 2018, Halsey anunció mediante sus redes sociales nuevos conciertos de la gira. Estos se llevarían a cabo en Latinoamérica, Asia y Europa volviendo a pasar por los Estados Unidos.

## Recepción

### Comentarios de la crítica
La gira ha recibido buenos comentarios por parte de NME los cuales se destacaron el escenario, citándolo como «una obra maestra», además también destacaron el hecho de que Halsey puede entretener a una gran audiencia sin necesidad de llenarse de bailarines o usar atuendos llamativos.

## Actos de apertura e invitados especiales

#### Primera Etapa: Norteamérica
- PARTYNEXTDOOR  (29 de septiembre de 2017 - 10 de noviembre de 2017; 18 de noviembre de 2017 - 22 de noviembre de 2017)
- Charli XCX  (29 de septiembre de 2017 - 10 de noviembre de 2017; 18 de noviembre de 2017 - 22 de noviembre de 2017)
- Cashmere Cat  (11 de noviembre de 2017)

#### Segunda Etapa: Oceanía
- Kehlani  (19 de abril de 2018 - 27 de abril de 2018)

#### Tercera Etapa: América Latina
- Lauren Jauregui (6 de junio de 2018 - 15 de junio de 2018)

#### Cuarta Etapa: Norteamérica
- Jessie Reyez (8 de julio de 2018 - 3 de agosto de 2018)

#### Quinta Etapa: Asia
- Niki (6 de agosto de 2018 - 12 de agosto de 2018)

#### Sexta Etapa: Europa
- Raye (22 de septiembre de 2018)
- Alma (22 de septiembre de 2018)

## Lista de canciones
1. «Intro» (contiene elementos de «The Prologue» y «Hold My Liquor» de Kanye West)
2. «Eyes Closed»
3. «Hold Me Down»
4. «Castle»
5. «Good Mourning»
6. «Heaven In Hiding»
7. «Strangers»
8. «Roman Holiday»
9. «Walls Could Talk»
10. «Bad At Love»
11. «Alone»
12. «Closer» (A partir del 7 de octubre de 2017)
13. «Sorry»
14. «Angel on Fire»
15. «Lie»
16. «Don't Play»
17. (Canción votada)[n. 1]
18. «Is There Somewhere»
19. «Now Or Never»
20. «Colors»
21. «Young God»
22. «Hopeless»

Encore
1. «Gasoline»
2. «Hurricane»

## Fechas
| Fecha                    | Ciudad           | País           | Recinto                         | Entradas vendidas / Disponibles | Recaudación |
| ------------------------ | ---------------- | -------------- | ------------------------------- | ------------------------------- | ----------- |
| América del Norte        |                  |                |                                 |                                 |             |
| 29 de septiembre de 2017 | Uncasville       | Estados Unidos | Mohegan Sun Arena               | 5,566 / 5,566                   | $484,874    |
| 4 de octubre de 2017     | Toronto          | Canadá         | Air Canada Centre               | 7,188 / 7,188                   | $369,089    |
| 6 de octubre de 2017     | Boston           | Estados Unidos | TD Garden                       | 7,872 / 8,059                   | $387,372    |
| 7 de octubre de 2017     | Filadelfia       | Estados Unidos | Wells Fargo Center              | 7,651 / 8,368                   | $354,150    |
| 9 de octubre de 2017     | Washington D. C. | Estados Unidos | Capital One Arena               | —                               | —           |
| 10 de octubre de 2017    | Pittsburgh       | Estados Unidos | PPG Paints Arena                | 5,657 / 7,116                   | $237,265    |
| 13 de octubre de 2017    | Brooklyn         | Estados Unidos | Barclays Center                 | 8,982 / 9,486                   | $528,302    |
| 14 de octubre de 2017    | Newark           | Estados Unidos | Prudential Center               | 8,697 / 9,008                   | $404,945    |
| 17 de octubre de 2017    | Charlotte        | Estados Unidos | Spectrum Center                 | 8,282 / 8,966                   | $304,600    |
| 19 de octubre de 2017    | Duluth           | Estados Unidos | Infinite Energy Arena           | 6,172 / 6,927                   | $359,441    |
| 21 de octubre de 2017    | Sunrise          | Estados Unidos | BB&T Center                     | 7,188 / 7,188                   | $321,990    |
| 22 de octubre de 2017    | Orlando          | Estados Unidos | Amway Center                    | 7,485 / 7,827                   | $297,028    |
| 25 de octubre de 2017    | Houston          | Estados Unidos | Toyota Center                   | 7,153 / 7,224                   | $284,298    |
| 26 de octubre de 2017    | Dallas           | Estados Unidos | American Airlines Center        | 7,414 / 7,414                   | $393,809    |
| 27 de octubre de 2017    | Austin           | Estados Unidos | Frank Erwin Center              | 7,684 / 8,827                   | $322,555    |
| 29 de octubre de 2017    | Denver           | Estados Unidos | Pepsi Center                    | 7,726 / 8,300                   | $326,171    |
| 31 de octubre de 2017    | Phoneix          | Estados Unidos | Talking Stick Resort Arena      | —                               | —           |
| 3 de noviembre de 2017   | Inglewood        | Estados Unidos | The Forum                       | 9,919 / 10,423                  | $433,910    |
| 4 de noviembre de 2017   | Anaheim          | Estados Unidos | Honda Center                    | 9,726 / 13,068                  | $475,368    |
| 5 de noviembre de 2017   | San Diego        | Estados Unidos | Viejas Arena                    | —                               | —           |
| 7 de noviembre de 2017   | Oakland          | Estados Unidos | Oracle Arena                    | 6,237 / 6,237                   | $366,291    |
| 10 de noviembre de 2017  | Seattle          | Estados Unidos | KeyArena                        | —                               | —           |
| 11 de noviembre de 2017  | Vancouver        | Canadá         | Rogers Arena                    | 6,113 / 6,960                   | $276,924    |
| 18 de noviembre de 2017  | Saint Paul       | Estados Unidos | Xcel Energy Center              | —                               | —           |
| 19 de noviembre de 2017  | Rosemont         | Estados Unidos | Allstate Arena                  | —                               | —           |
| 21 de noviembre de 2017  | Detroit          | Estados Unidos | Little Caesars Arena            | 7,927 / 7,945                   | $376,120    |
| 22 de noviembre de 2017  | Cleveland        | Estados Unidos | Wolstein Center                 | 5,882 / 5,882                   | $300,837    |
| Oceanía                  |                  |                |                                 |                                 |             |
| 19 de abril de 2018      | Auckland         | Nueva Zelanda  | Spark Arena                     | —                               | —           |
| 21 de abril de 2018      | Melbourne        | Australia      | Margaret Court Arena            | —                               | —           |
| 22 de abril de 2018      | Sídney           | Australia      | Hordern Pavilion                | 9,239 / 10,671                  | $613,165    |
| 24 de abril de 2018      | Perth            | Australia      | HBF Stadium                     | —                               | —           |
| 26 de abril de 2018      | Sídney           | Australia      | Hordern Pavilion                | —                               | —           |
| 27 de abril de 2018      | Brisbane         | Australia      | Riverstage                      | —                               | —           |
| Latinoamérica            |                  |                |                                 |                                 |             |
| 6 de junio de 2018       | São Paulo        | Brasil         | Espaço das Américas             | —                               | —           |
| 7 de junio de 2018       | Río de Janeiro   | Brasil         | Vivo Río                        | —                               | —           |
| 9 de junio de 2018       | Buenos Aires     | Argentina      | Teatro Gran Rex                 | —                               | —           |
| 12 de junio de 2018      | Santiago         | Chile          | Teatro Caupolicán               | 5,000 / 5,000                   | —           |
| 15 de junio de 2018      | Ciudad de México | México         | Pepsi Center WTC                | 6,370 / 6,500                   | —           |
| América del Norte        |                  |                |                                 |                                 |             |
| 8 de julio de 2018       | Montreal         | Canadá         | MTelus                          | 2,254 / 2,254                   | $85,944     |
| 11 de julio de 2018      | East Providence  | Estados Unidos | Bold Point Pavilion             | —                               | —           |
| 12 de julio de 2018      | Saratoga Springs | Estados Unidos | Saratoga Performing Arts Center | —                               | —           |
| 14 de julio de 2018      | Atlantic City    | Estados Unidos | Borgata Event Center            | —                               | —           |
| 15 de julio de 2018      | Vienna           | Estados Unidos | Wolf Trap                       | —                               | —           |
| 17 de julio de 2018      | Indianápolis     | Estados Unidos | Farm Bureau Insurance Lawn      | —                               | —           |
| 18 de julio de 2018      | Nashville        | Estados Unidos | Ascend Amphitheatre             | —                               | —           |
| 20 de julio de 2018      | Rogers           | Estados Unidos | Walmart Amphitheatre            | —                               | —           |
| 21 de julio de 2018      | Independence     | Estados Unidos | Silverstein Eye Center Arena    | —                               | —           |
| 25 de julio de 2018      | Troutudale       | Estados Unidos | McMenamins Edgefield            | —                               | —           |
| 27 de julio de 2018      | Mountain View    | Estados Unidos | Shoreline Amphitheatre          | —                               | —           |
| 28 de julio de 2018      | Las Vegas        | Estados Unidos | Pearl Concert Theatre           | —                               | —           |
| 30 de julio de 2018      | Denver           | Estados Unidos | Red Rocks Amphitheatre          | —                               | —           |
| 3 de agosto de 2018      | Honolulu         | Estados Unidos | Neal S Blaisdell Arena          | —                               | —           |
| Asia                     |                  |                |                                 |                                 |             |
| 6 de agosto de 2018      | Seúl             | Corea del Sur  | Yes 24 Live Hall                | —                               | —           |
| 8 de agosto de 2018      | Singapur         | Singapur       | The Stars Performing Theatre    | —                               | —           |
| 10 de agosto de 2018     | Manila           | Filipinas      | Araneta Coliseum                | —                               | —           |
| 11 de agosto de 2018     | Yakarta          | Indonesia      | On-Off Festival                 | —                               | —           |
| 12 de agosto de 2018     | Bali             | Indonesia      | Bali Beach Club                 | —                               | —           |
| Europa                   |                  |                |                                 |                                 |             |
| 17 de septiembre de 2018 | Madrid           | España         | La Riviera                      | —                               | —           |
| 19 de septiembre de 2018 | París            | Francia        | Olympia                         | 1,208 / 1,208                   | —           |
| 20 de septiembre de 2018 | Brussels         | Bélgica        | Ancienne Belgique               | 2,000 / 2,000                   | —           |
| 22 de septiembre de 2018 | Londres          | Reino Unido    | Eventim Apollo                  | —                               | —           |
| 23 de septiembre de 2018 | Londres          | Reino Unido    | Eventim Apollo                  | —                               |             |
| 25 de septiembre de 2018 | Ámsterdam        | Países Bajos   | AFAS Live                       | 4,200 / 4,200                   | —           |
| 26 de septiembre de 2018 | Berlín           | Alemania       | Columbiahalle                   | 2,890 / 3,000                   | —           |
| Total:                   | Total:           | Total:         | Total:                          | 155,460 / 187,477 (82%)         | $8,218,504  |

### Conciertos cancelados, Re-programados o Incompletos
| Fecha                   | Ciudad   | País   | Lugar                 | Motivo                                                       |
| ----------------------- | -------- | ------ | --------------------- | ------------------------------------------------------------ |
| 3 de octubre de 2017    | Montreal | Canadá | Bell Centre           | Cancelado debido a problemas con la producción del evento.   |
| 14 de noviembre de 2017 | Calgary  | Canadá | Scotiabank Saddledome | No se completo debido a problemas familiares de la cantante. |
| 15 de noviembre de 2017 | Edmonton | Canadá | Rogers Place          | Cancelado debido a problemas familiares.                     |